# Федак Юліана Леонідівна
Юліана Леонідівна Федак (8 червня 1983, Нова Каховка) — колишня українська професіональна тенісистка. У професіональному турі з 1998 року. Завершила виступи в одиночному розряді 2010-х роках. 

## Біографія
Народилася в невеликому місті Нова Каховка. Перший тренер Юліани, Валентина Семенюк, відзначила хорошу координацію і наполегливість молодої спортсменки, здатність і бажання працювати на корті й незабаром з нею починає займатися відомий в Україні новокаховський спеціаліст, заслужений тренер України, тренер збірної України, Сергій Анатолійович Жицький, який виховав багаторазових чемпіонів і призерів країни Андрія Шашкова, Сергія Ярошенко, Максима Дубова, а також чемпіонку СРСР та України, володарку Кубка світу Наталію Білецьку.
Перший помітних успіх прийшов у 14 років, Юлія стає кандидатом в майстри спорту України і почала виступати на турнірах серед дорослих. У 1998 році вона виграла друге місце в одиночному розряді чемпіонату України серед дівчат у віці до 18, друге місце в парному розряді чемпіонату України серед дівчат віком до 18, дівчат у розділі 18, друге місце в парному розряді чемпіонату України серед дівчат віком 18, третє місце в парному розряді чемпіонату України серед жінок.
У п'ятнадцять років Юлія стала майстром спорту України, після перемоги у чемпіонаті України в парному розряді в м. Дніпродзержинськ в 1999 році. З кожним турніром здібна новокаховчанка виступає все більш впевнено, в 2000 році вона виграє Зимовий чемпіонат України в одиночному і парному розрядах серед жінок, літній чемпіонат України в одиночному розряді серед жінок, турнірів в Польщі, Києві, Донецьку. У 2001 році Юліана перемогла в зимовому Чемпіонаті України в одиночному і парному розрядах серед жінок.
Найвища позиція в рейтингу — № 63 (18 вересня 2006). Виграла 5 турнірів ITF.
Припинила виступи у 2011 році. Останній турнір в кар'єрі — Турнір ITF в Дубаї (ITF Dubai-2) (ОАЕ), де вона поступилася в другому раунді.

## Рейтинг на кінець року
| Рік  | Одиночний рейтинг | Парний рейтинг |
| 2011 | 907               | 1006           |
| 2010 | 268               | 226            |
| 2009 | 167               | 109            |
| 2008 | 143               | 107            |
| 2007 | 127               | 96             |
| 2006 | 68                | 44             |
| 2005 | 137               | 144            |
| 2004 | 83                | 111            |
| 2003 | 214               | 155            |
| 2002 | 192               | 208            |
| 2001 | 445               | 343            |

## Виступи на турнірах

### Одиночні турніри ITF

#### Фінали (8)

##### Титули (6)
| Легенда:         |
| ---------------- |
| 100.000 USD (0)  |
| 75.000 USD (2+2) |
| 50.000 USD (2+6) |
| 25.000 USD (1+1) |
| 10.000 USD (1+2) |

| Титули по покритях | Титули по місцю проведення матчів турніру |
| ------------------ | ----------------------------------------- |
| Хард (1+3)         | Зал (0+3)                                 |
| Ґрунт (5+8)        | Зал (0+3)                                 |
| Трава (0)          | Відкрите повітря (6+8)                    |
| Килим (0)          | Відкрите повітря (6+8)                    |

| №  | Дата              | Турнір         | Покриття | Суперниця в фіналі      | Рахунок     |
| 1. | 21 жовтня 2001    | Каїр, Єгипет   | Ґрунт    | Гюльнара Фаттахетдінова | 7-6(4) 6-4  |
| 2. | 2 серпня 2004     | Ріміні, Італія | Ґрунт    | Катерина Богмова        | 6-4 6-3     |
| 3. | 15 листопада 2005 | Тусон, США     | Хард     | Ваня Кінг               | 7-5 6-0     |
| 4. | 18 квітня 2006    | Дотан США      | Ґрунт    | Варвара Лепченко        | 4-6 6-4 6-2 |
| 5. | 25 квітня 2006    | Лафаєтт, США   | Ґрунт    | Мілагрос Секера         | 5-7 6-2 6-4 |
| 6. | 6 квітня 2009     | Джексон, США   | Ґрунт    | Лаура Зігемунд          | 6-2 6-1     |

##### Поразки (2)
| №  | Дата           | Турнір             | Покриття | Суперниця в фіналі | Рахунок     |
| 1. | 4 лютого 2002  | Монтеррей, Мексика | Хард     | Мелінда Цінк       | 3-6 6-3 1-6 |
| 2. | 13 квітня 2009 | Оспрі, США         | Ґрунт    | Шерон Фішман       | 4-6 1-6     |

### Парний розряд

#### Фінали турнірів WTA (2)

##### Поразки (2)
| №  | Дата            | Турнір           | Покриття | Партнерка         | Суперниці в фіналі                 | Рахунок    |
| 1. | 24 вересня 2006 | Калькутта, Індія | Хард     | Юлія Бейгельзимер | Лізель Губер Саня Мірза            | 4-6 0-6    |
| 2. | 15 лютого 2009  | Мемфіс, США      | Хард     | Міхаелла Крайчек  | Вікторія Азаренко Каролін Возняцкі | 1-6 6-7(2) |

#### Фінали турнірів ITF в парному розряді (21)

##### Перемоги (11)
| №   | Дата              | Турнір             | Покриття | Партнерка             | Суперниці в фіналі                            | Рахунок        |
| 1.  | 13 серпня 2001    | Бухарест, Румунія  | Ґрунт    | Олена Антипіна        | Євгенія Савранська Галина Воскобоєва          | 4-6 6-1 6-4    |
| 2.  | 2 вересня 2001    | Бухарест, Румунія  | Ґрунт    | Галина Воскобоєва     | Адріана Бурз Саня Тодоровіч                   | 6-4 6-0        |
| 3.  | 14 липня 2002     | Модена, Італія     | Ґрунт    | Галина Фокіна         | Хісела Дулко Кончіта Мартінес-Гранадос        | 6-1 6-3        |
| 4.  | 8 червня 2003     | Марсель, Франція   | Ґрунт    | Галина Фокіна         | Андрея Ванк Рената Ворачова                   | 6-4 6-7(3) 6-3 |
| 5.  | 2 серпня 2004     | Ріміні, Італія     | Ґрунт    | Марія Коритцева       | Роса-Марія Андрес-Родрігес Андрея Ехрітт-Ванк | 7-6(7) 6-3     |
| 6.  | 7 вересня 2004    | Денен, Франція     | Ґрунт    | Анна-Лєна Грьонефельд | Любоміра Бачева Михаела Паштікова             | 1-6 6-1 6-2    |
| 7.  | 13 листопада 2006 | Довіль, Франція    | Ґрунт    | Юлія Бейгельзимер     | Сільвія Діздері Ціпора Обзілер                | 7-5 6-4        |
| 8.  | 20 листопада 2006 | Пуатьє, Франція    | Хард     | Юлія Бейгельзимер     | Дарія Кустова Тетяна Пучек                    | 7-5 6-3        |
| 9.  | 27 жовтня 2008    | Нант, Франція      | Хард     | Катерина Деголевіч    | Дарія Юрак Маша Зец-Пешкіріч                  | 6-3 6-4        |
| 10. | 3 серпня 2009     | Астана, Казахстан  | Хард     | Дарія Кустова         | Ніна Братчикова Агнеш Сатмарі                 | 6-4 7-5        |
| 11. | 7 червня 2010     | Кампобассо, Італія | Ґрунт    | Анастасія Васильєва   | Марія Ірігоєн Лора Торп                       | 2-6 6-3 [10-6] |

##### Поразки (10)
| №   | Дата             | Турнір              | Покриття | Партнерка           | Суперниці в фіналі                     | Рахунок        |
| 1.  | 10 вересня 2001  | Софія, Болгарія     | Ґрунт    | Олена Антипіна      | Ольга Виметалкова Магдалена Зденовцова | 3-6 3-6        |
| 2.  | 14 жовтня 2001   | Гіза, Єгипет        | Ґрунт    | Олена Антипіна      | Сандра Клеменшіц Даніела Клеменшіц     | 4-6 3-6        |
| 3.  | 7 вересня 2003   | Турин, Італія       | Ґрунт    | Ольга Лазарчук      | Мервана Югіч-Салкіч Дарія Юрак         | 4-6 2-6        |
| 4.  | 29 червня 2004   | Орбетелло, Італія   | Ґрунт    | Андрея Ванк         | Альона Бондаренко Галина Фокіна        | 7-6(5) 2-6 5-7 |
| 5.  | 25 квітня 2006   | Лафайєтт, США       | Ґрунт    | Ева Грдінова        | Мілагрос Секера Гана Шромова           | 6-2 1-6 1-6    |
| 6.  | 10 грудня 2007   | Дубай, ОАЕ          | Хард     | Анна Лапущенкова    | Марина Ераковіч Моніка Нікулеску       | 6-7(1) 4-6     |
| 7.  | 5 жовтня 2009    | Жуньє, Ліван        | Ґрунт    | Катерина Деголевіч  | Марія Коритцева Дарія Кустова          | 3-6 4-6        |
| 8.  | 2 серпня 2010    | Астана, Казахстан   | Хард     | Анастасія Васильєва | Ніна Братчікова Катерина Іванова       | 4-6 4-6        |
| 9.  | 1 листопада 2010 | Ісманінг, Німеччина | Килим    | Тетяна Ареф'єва     | Крістіна Барруа Анна-Лєна Грйонефельд  | 1-6 6-7(3)     |
| 10. | 6 грудня 2010    | Дубай, ОАЕ          | Хард     | Тетяна Ареф'єва     | Олена Чалова Ксенія Палкіна            | 2-6 4-6        |